# Doris Fiala
Doris Fiala-Goldiger, née le 29 janvier 1957 à Zurich (originaire du même lieu), est une cheffe d'entreprise et une personnalité politique suisse, membre du Parti libéral-radical et députée du canton de Zurich au Conseil national de 2007 à 2023.

## Biographie
Après ses études à Zurich, elle suit des cours de vente à l'école hôtelière de Lausanne puis se spécialise en organisation de séminaires et en relations publiques. En 2000, elle ouvre sa propre entreprise dans ce domaine.
Sur le plan politique, elle est élue au législatif de la ville de Zurich de 2000 à 2007. En avril 2004, elle devient la présidente du parti radical-démocratique du canton de Zurich après avoir présidé la section de la ville. En 2007, elle est élue au Conseil national et, depuis janvier 2008, fait partie de l'alliance des démocrates et des libéraux pour l'Europe du parlement européen.
En 2008, elle est nommée à la présidence de l'association suisse des matières plastiques (ASPM).

## Accusation de plagiat
À la fin d'avril 2013, un employé en informatique de l’École polytechnique fédérale de Zurich (EPFZ) l’accuse de plagiat pour avoir omis de citer ses sources dans la rédaction d’un travail de fin d’études consacré à la politique migratoire. Doris Fiala reconnaît que « sur deux cents pages » elle a « négligé la citation de quelques sources sur quelques pages », ce qu'elle avoue « regretter profondément », tout en assurant n'avoir « pas cherché à tromper ni à tricher », si ce n'est d'avoir « simplement péché par omission ». L'université de Zurich fait part de son intention de mener une enquête circonstanciée afin de pouvoir mieux jauger les tenants et aboutissants relatifs à cette affaire.